# Клинтон, Челси
Челси Виктория Клинтон (англ. Chelsea Victoria Clinton; род. 27 февраля 1980, Литл-Рок) — американская общественная активистка и писательница. Она является единственным ребёнком бывшего президента США Билла Клинтона и бывшего госсекретаря США и кандидата в президенты США в 2016 году Хиллари Клинтон. Она была специальным корреспондентом NBC News с 2011 по 2014 год, а теперь работает в Clinton Foundation и Clinton Global Initiative, в том числе занимает видную роль в фонде и входит в его правление.

## Биография
Родилась 27 февраля 1980 года в Литл-Роке (Арканзас). В период её детства Билл Клинтон был губернатором штата Арканзас. Когда в 1993 году Клинтон стал президентом США, Челси переехала в Белый дом.
В 1997—2001 годах Челси училась в Стэнфордском университете, который окончила со степенью бакалавра по истории. Жила в комнате с пуленепробиваемыми стёклами и находилась под охраной двадцати пяти телохранителей. В 2010 году получила магистерскую степень по медицине в Школе здравоохранения при Колумбийском университете. В 2012 году в том же университете начала свою преподавательскую карьеру.
Одно время работала в хедж-фонде «Avenue Capital», а также в консалтинговой фирме «McKinsey and Company».

## Общественная и политическая деятельность
С 12 лет Челси являлась важной частью имиджа своего отца и постоянно находилась под прицелом телекамер. Её личная жизнь также становилась предметом пристального внимания общества.
Во время предвыборных кампаний 2008-го и 2016-го года в лагере демократов Челси активно поддерживала свою мать, Хиллари Клинтон.

## Личная жизнь
С 31 июля 2010 года Клинтон замужем за банкиром Марком Мезвински, с которым она встречалась 5 лет до их свадьбы. В день их свадьбы на Челси было платье от Vera Wang. У супругов трое детей: дочь Шарлотта Клинтон Мезвински (род. 26 сентября 2014) и два сына — Эйдан Клинтон Мезвински (род. 18 июня 2016) и Джаспер Клинтон Мезвински (род. 22 июля 2019).
Челси принадлежит к Объединённой методистской церкви. С детства является веганом. В 2011 году убедила своего отца также начать следовать веганской диете.

## В массовой культуре
- Сюжет фильма «Первая дочь» (2004) во многих деталях совпадает с биографией Челси, особенно с периодом её учёбы в университете.
- В мультфильме «Бивис и Баттхед уделывают Америку» её персонаж встречается с главными героями.